# الحوامدية الجديدة
الحوامدية الجديدة إحدى قرى مركز المحلة الكبرى التابع لمحافظة الغربية بجمهورية مصر العربية.

## السكان
بلغ عدد سكان الحوامدية الجديدة 3,161 نسمة، منهم 1،655 رجل و1،506 امرأة، بحسب الإحصاء الرسمي لعام 2006، ثم أصبح عدد سكانها 5091 نسمة في تقدير 2018.